# 秦皇岛烈士陵园
秦皇岛烈士陵园，原名山海关烈士陵园，始建于1956年，位于秦皇岛市山海关区。2008年，经过重新整修后山海区人民政府将其重命名为秦皇岛烈士陵园。
其目的是纪念于山海关保卫战中中国人民解放军牺牲的41名烈士而建，目前共有141名烈士安葬在秦皇岛烈士陵园。